# 신암면
신암면(新岩面)은 대한민국의 충청남도 예산군에 설치된 면이다.

## 행정 구역
| 법정리 | 행정리                    | 비고                   |
| ------ | ------------------------- | ---------------------- |
| 계촌리 | 계촌리                    |                        |
| 두곡리 | 두곡리                    |                        |
| 별리   | 별1리, 별2리              |                        |
| 신종리 | 신종1리, 신종2리          |                        |
| 신택리 | 신택1리, 신택2리          |                        |
| 예림리 | 예림1리, 예림2리          |                        |
| 오산리 | 오산1리, 오산2리, 오산3리 |                        |
| 용궁리 | 용궁1리, 용궁2리          |                        |
| 조곡리 | 조곡1리, 조곡2리, 조곡3리 |                        |
| 종경리 | 종경리                    | 면 행정복지센터 소재지 |
| 중예리 | 중예리                    |                        |
| 탄중리 | 탄중리                    |                        |
| 하평리 | 하평리                    |                        |

## 학교
- 신암초등학교 (종경리)
- 조림초등학교 (조곡리)
- 동신초등학교 (폐교) - 신암면 추사고택로 496 (신택리)
- 신암중학교 (오산리)